# همه می‌گویند دوستت دارم
همه می‌گویند دوستت دارم (به انگلیسی: Everyone Says I Love You) فیلمی به کارگردانی وودی آلن با بازی آلن آلدا محصول سال ۱۹۹۶ کشور ایالات متحده آمریکا است.

## خلاصه فیلم
فیلم در مورد اعضای یک خانواده پولدار و لیبرال است که درس زندگی می‌گیرند…